# Zhao Dan
Zhao Dan (en chino: 赵丹; 14 de diciembre de 2002) es una deportista china que compite en skeleton.
Ganó una medalla de bronce en el Campeonato Mundial de Skeleton de 2025, en la prueba de equipo mixto. Fue la abanderada de China en la ceremonia de apertura de los Juegos Olímpicos de Pekín 2022.

## Palmarés internacional
| Campeonato Mundial | Campeonato Mundial           | Campeonato Mundial | Campeonato Mundial |
| Año                | Lugar                        | Medalla            | Prueba             |
| ------------------ | ---------------------------- | ------------------ | ------------------ |
| 2025               | Lake Placid (Estados Unidos) | Medalla de bronce  | Equipo mixto       |